# Cellole
Cellole ist eine italienische Gemeinde (comune) mit 8240 Einwohnern (Stand 31. Dezember 2023) in der Provinz Caserta in Kampanien. Die Gemeinde liegt etwa 43 Kilometer nordwestlich von Caserta. Mit seinen Ortsteilen Baia Domizia und Baia Felice begrenzt im Westen das Tyrrhenische Meer Cellole. Die einzige Nachbargemeinde ist Sessa Aurunca.

## Geschichte
In alten Dokumenten taucht die latinisierte Form pagus cellularum auf. Die Ortschaften in der Gemeinde bestanden vermutlich schon in der Antike und waren Siedlungen der Aurunker.

## Verkehr
Durch die Gemeinde führen die Strada Statale 7quater Via Domitiana sowie die frühere Strada Statale 430 della Valle del Garigliano (heute: Regionalstraße). Der ehemalige Haltepunkt an der Bahnstrecke Roma–Formia–Napoli ist mittlerweile stillgelegt. Der nächste Bahnhof befindet sich in Sessa Aurunca (bzw. in Roccamonfina).